# Jack Rabbit (Kennywood)
Jack Rabbit in Kennywood (West Mifflin, Pennsylvania, USA) ist eine Holzachterbahn von Charlie Mach und Kennywood, die 1920 eröffnet wurde. Sie wurde von John A. Miller konstruiert und zählt seit dem 21. Juni 2010 zu der Kategorie der ACE Coaster Classic, den Achterbahnklassikern der Amerikanischen Achterbahnenthusiasten. Sie ist zurzeit (Stand Mai 2023) die älteste noch fahrende Achterbahn im Park.
Der Double Dip lässt sich als zwei hintereinander folgende Abfahrten bezeichnen. Zunächst wird die erste Hälfte des Double Dips hinabgefahren. Zur Mitte des Double Dips wird die Strecke wieder horizontal, woraufhin die Strecke wieder steiler wird. Sie ist zurzeit (Stand Oktober 2023) die einzige Achterbahn weltweit mit diesem Element.

## Züge
Jack Rabbit besitzt drei Züge mit jeweils drei Wagen. In jedem Wagen können sechs Personen (drei Reihen à zwei Personen) Platz nehmen.

## Fotos

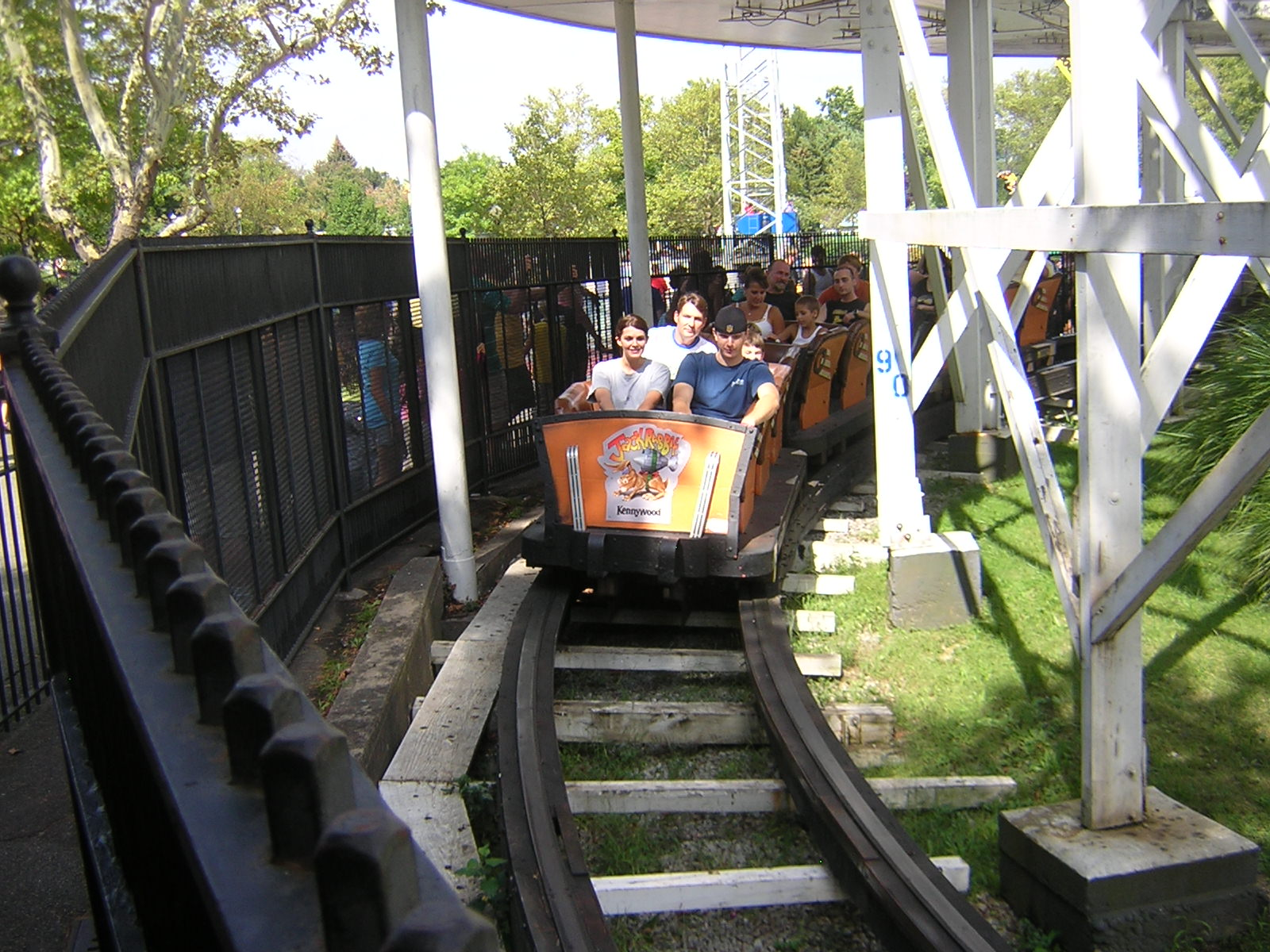
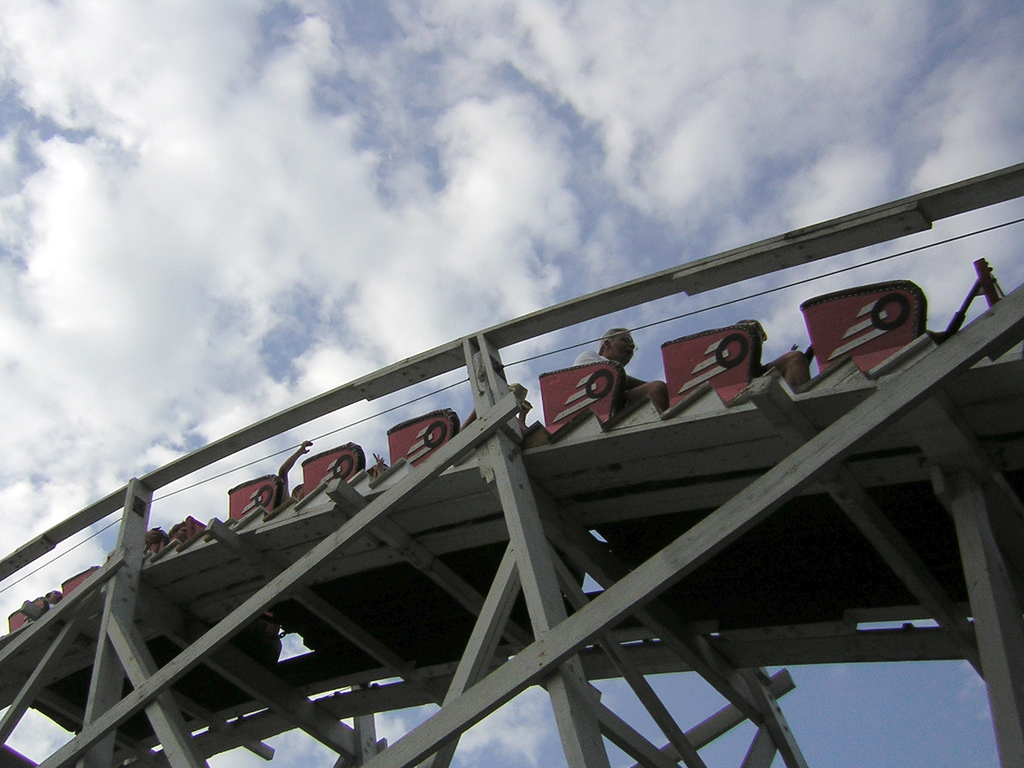
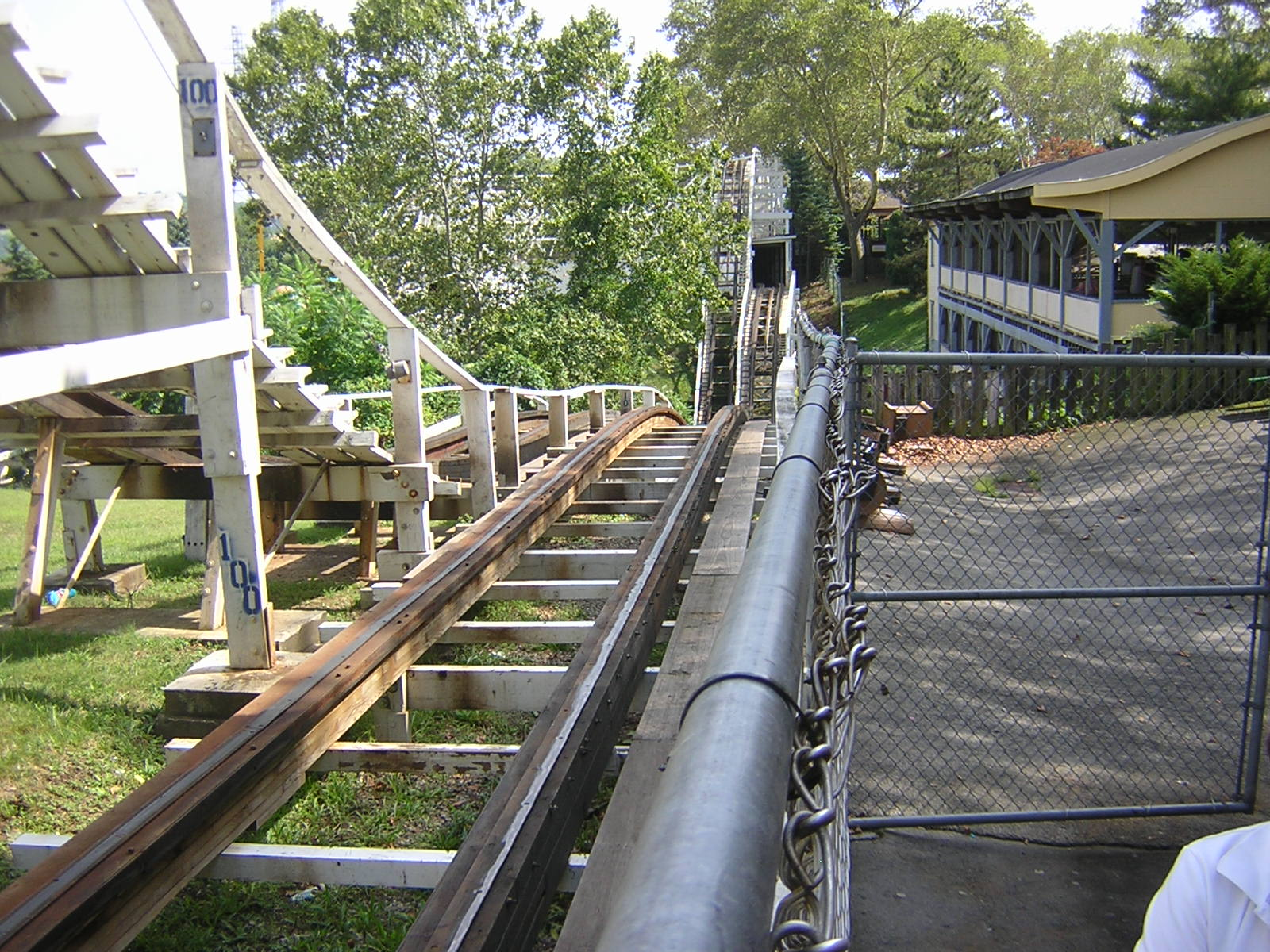
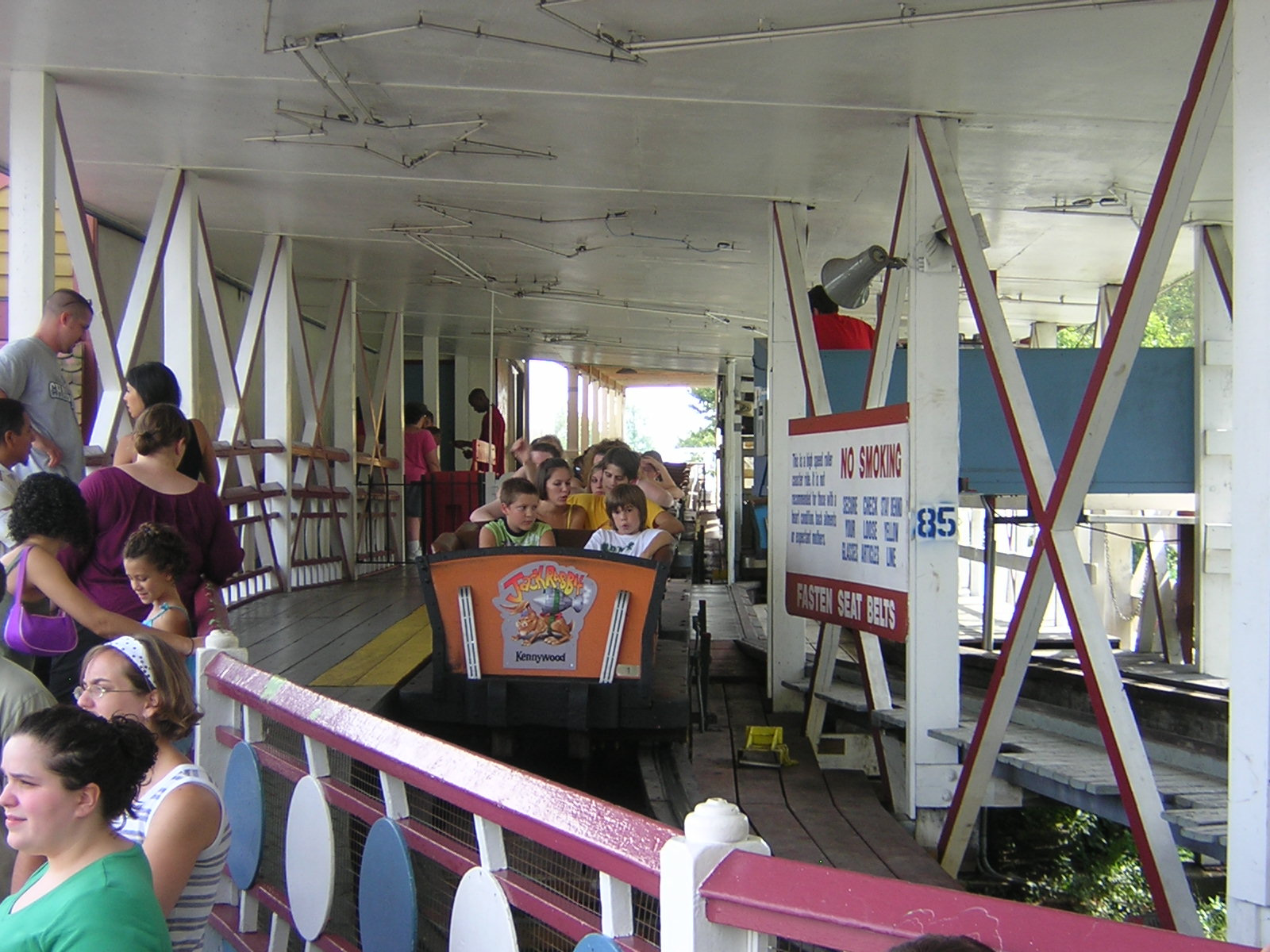